# L'Opéra des gueux (film)
Cet article concerne le film de Peter Brook. Pour le roman de Kaïtô Takeshi, voir L'Opéra des gueux (roman).
Ne pas confondre avec le film de Jiří Menzel nommé L'Opéra du gueux.
Pour plus de détails, voir Fiche technique et Distribution.
L'Opéra des gueux (The Beggar's Opera) est un film réalisé par Peter Brook en 1953, à partir de The Beggar's Opera de John Gay, écrit en 1728.
Avec des dialogues additionnels et les paroles de Christopher Fry, le film intègre des éléments différents de l'opéra dont il s'inspire, notamment en accordant une place plus importante au personnage de Mrs. Trapes.
The Beggar's Opera, la pièce du XVIIIe siècle dont est tirée le film fait parler, chanter et danser sur scène des gens « d'en bas », montrant que la justice n'est pas toujours juste et dépend surtout du milieu social.
Ce fut le seul film musical de Laurence Olivier. Le film inclut aussi une des premières apparitions de l'acteur comique Kenneth Williams.

## Synopsis
L'Opéra des gueux est une histoire de voyous, un peu cocasse. Elle raconte les déboires de Macheath, dénoncé par le receleur Peachum et condamné à être pendu.

## Fiche technique
- Titre :  L'Opéra des gueux
- Titre original : The Beggar's Opera
- Réalisateur : Peter Brook
- Scénario : Christopher Fry et Denis Cannan d'après l'opéra de John Gay
- Rôle principal : Laurence Olivier
- Producteur : Laurence Olivier, Herbert Wilcox
- Musique : Arthur Bliss
- Photographie : Guy Green
- Cadreur : Arthur Ibbetson (non crédité)
- Distributeur : Warner Bros.
- Année : 1953
- Durée : 94 minutes
- Langue : Anglais original

## Distribution
- Laurence Olivier : le capitaine Macheath
- Hugh Griffith : le gueux
- Dorothy Tutin : Polly Peachum
- George Rose : 1er geôlier
- Stuart Burge : 1er prisonnier
- Cyril Conway : 2e prisonnier
- Gerald Lawson : 3e prisonnier
- George Devine : Peachum
- Mary Clare : Mrs. Peachum
- Edward Pryor : Filch
- Athene Seyler : Mrs. Trapes
- Stanley Holloway : M.. Lockit
- Daphne Anderson : Lucy Lockit
- Eric Pohlmann : aubergiste
- Yvonne Furneaux : Jenny Diver
- Kenneth Williams : Jack the Pot Boy
- Sandra Dorne : Sukey Tawdrey
- Laurence Naismith : Matt of the Mint
- Margot Grahame : L'actrice